# مختصات ریندلر

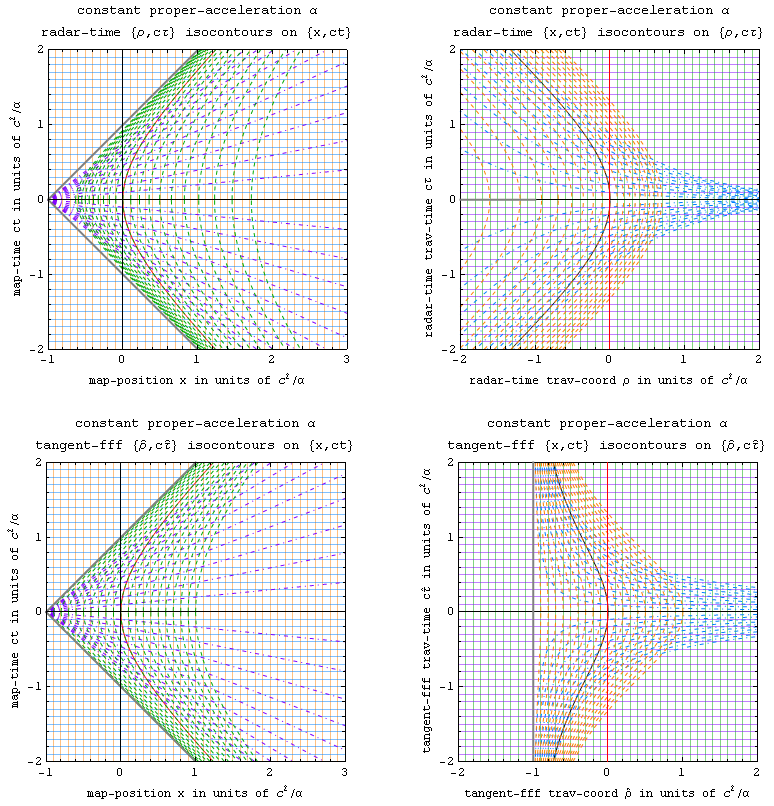
نمونه ای از نمودار ریندلر

در فیزیک نسبیتی، جدول مختصات ریندلر یک جدول مختصات مهم و مفید است که بخشی از فضازمان تخت ما را نمایش می‌دهد. جدول ریندلر توسط ولفگانگ ریندلر معرفی شد. دستگاه مختصات ریندلر یک چارچوب مرجع شتابدار باشتاب ثابت را در فضازمان مینکوفسکی نمایش می دهد. در نسبیت خاص یک ذره با شتاب ثابت دچار حرکت هایپربولیک می شود. برای چنین ذره‌ای می توان چارچوب ریندلری یافت که در آن ذره ساکن باشد.